# U Arietis
U Arietis (U Ari / HD 19737 / GCRV 1753) es una estrella variable en la constelación de Aries. Se encuentra aproximadamente a 2530 años luz del sistema solar.
U Arietis es una estrella Mira rica en oxígeno de tipo espectral variable entre M4 y M9.5IIIe.
Su brillo oscila entre magnitud +7,2 y +15,8 a lo largo de un período de 371,1 días.
Su diámetro angular, medido en banda K, es de 6,11 milisegundos de arco,
mientras que mediante ocultación lunar se ha obtenido un valor ligeramente superior, de 7,3 ± 0,3 milisegundos de arco; ambas medidas han sido realizadas cerca del mínimo.
Asimismo, se han observado discrepancias entre medidas llevadas a cabo en diferentes regiones del espectro infrarrojo, que pueden explicarse por la presencia de una fina capa de agua caliente —entre 1500 y 2000 K— cerca de la fotosfera de la estrella.
El diámetro de U Arietis es ~ 610 veces más grande que el del Sol, brillando con una luminosidad 8400 ± 3500 veces mayor que la luminosidad solar.
La temperatura efectiva estimada, 2280 ± 80 K, es más baja de lo que cabría esperar para una variable Mira (~ 3000 K).
Como es característico en esta clase de variables, existe pérdida de masa estelar, que en el caso de U Arietis es del orden de 57 × 10-8 veces la masa solar por año.
Se piensa que su progenitora era una estrella de la secuencia principal de 1,3 masas solares.